# 尖足駝屬
尖足駝屬為已滅絕的駱駝，棲息於漸新世晚期至中新世中期（28.4 - 13.7 百萬年前）的北美洲。其學名來自於古希臘語的οξύς （oxys，意思為尖銳）與δάκτυλος （daktylos，意思為手指）。

## 描述

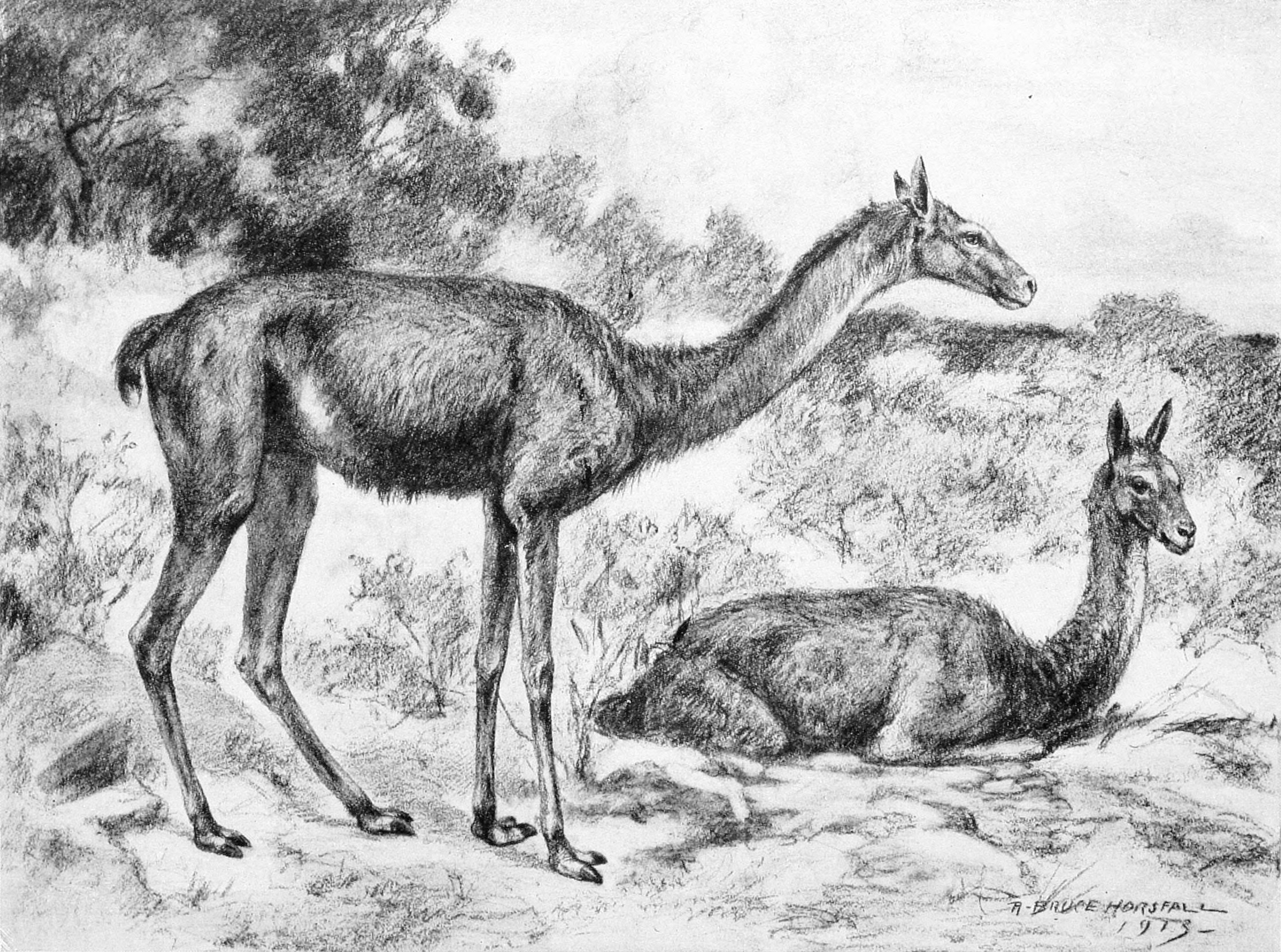
尖足駝復原圖

尖足駝的體型與現存的小羊駝相近，體重約為115至185（254至408英磅），具有很長的腿與頸部，外型與較晚期出現的古駱駝類似，可能與現存的長頸鹿一樣以高處的植物組織為食。尖足駝具有蹄，而非現存駱駝的厚足墊與分開的腳趾。